# Maltagliati (Teigwaren)

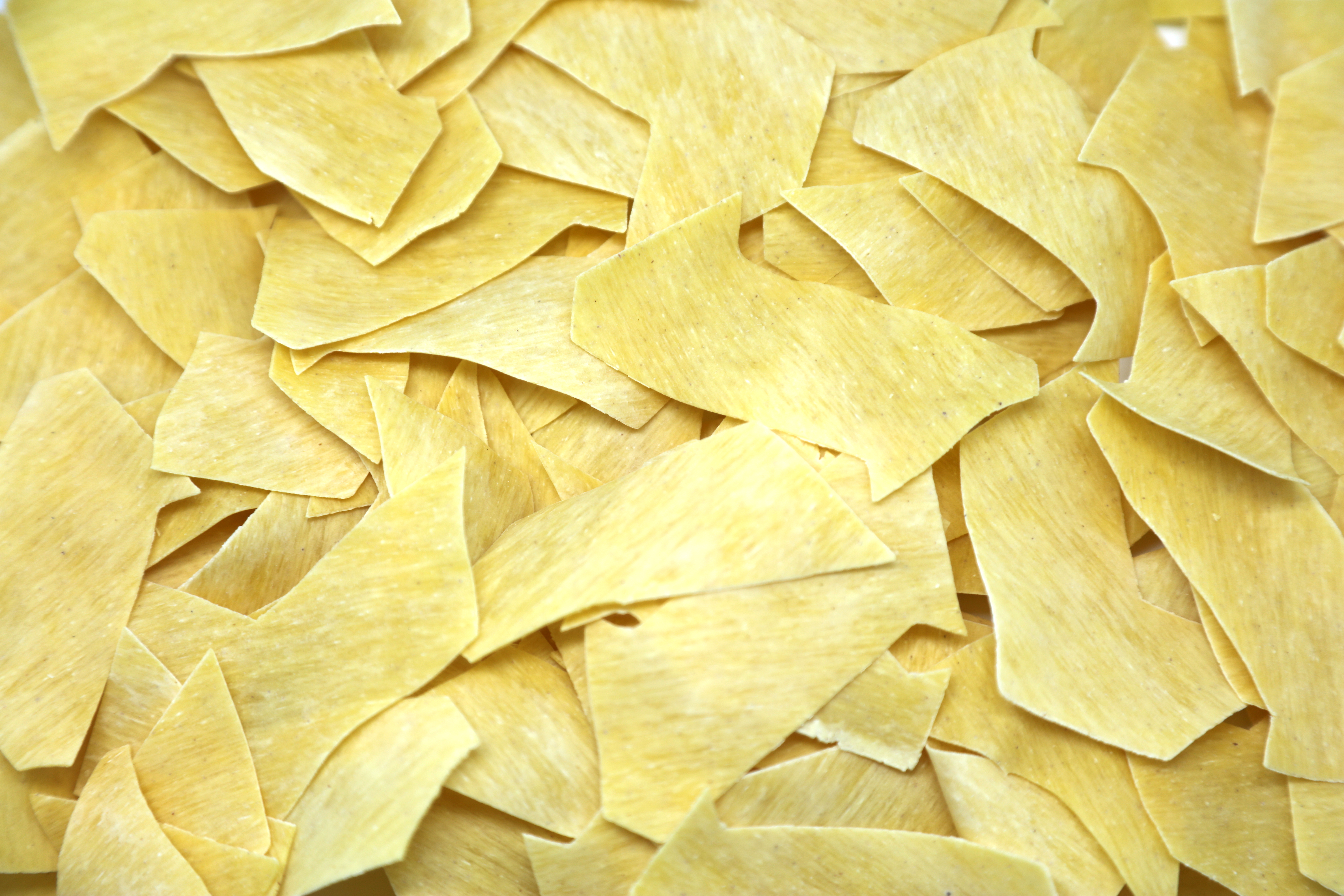
Maltagliati

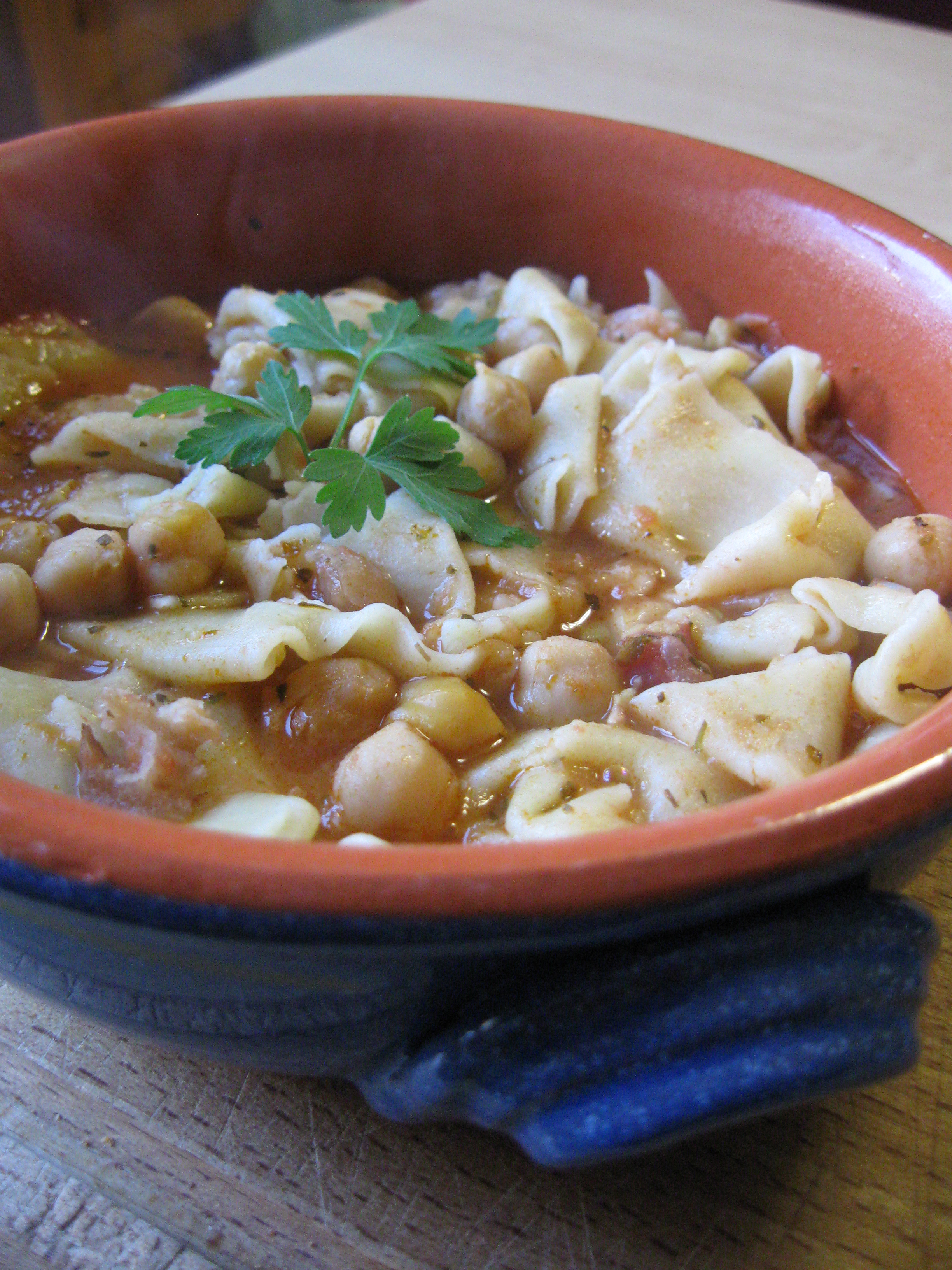
Maltagliati in brodo mit Kichererbsen

Maltagliati (italienisch für „schlecht geschnitten“) sind eine italienische Pastasorte. Sie sind als traditionelles italienisches Agrar- und Nahrungsmittelprodukt (Prodotto agroalimentare tradizionale PAT) der Region Emilia-Romagna anerkannt.

## Zubereitung
Der Teig für Maltagliati kann aus Weichweizenmehl und Eiern oder aus Hartweizengrieß und Wasser hergestellt werden. Aus dem Teig werden anschließend ungleichmäßige Teigstücke herausgeschnitten. Meist handelt es sich bei Maltagliati aber um Teigschnittreste, die bei der Zubereitung von anderen Pastasorten, wie Ravioli, Agnolotti oder Cappelletti anfallen. Je nach Weiterverwendung besitzen sie eine unterschiedliche Größe. Die kleineren Formen werden in der Regel als Suppenbeilage beispielsweise zusammen mit Kichererbsen verwendet.
In der Emilia-Romagna werden sie traditionell in Gemüsebrühe (in brodo) oder in einer Suppe aus Pintobohnen (it. fagioli borlotti) als Maltagliati coi fagioli gereicht, in der Provinz Ferrara auch als Sguazzabarbuz bezeichnet. Die Kombination mit Bohnenkernen findet sich unter verschiedenen Namen in zahlreichen anderen Regionen. In der Lombardei und im Piemont nennt sich dieses Gericht beispielsweise Maltaià. Maltagliati können aber auch trocken als Pasta asciutta mit verschiedenen Saucen, beispielsweise Ragù, serviert werden.
Maltagliati kommen in Varianten und unter verschiedenen Namen in zahlreichen italienischen Regionen vor. In Friaul-Julisch Venetien werden sie beispielsweise als Blecs oder Bleki, in Latium als Fregnacce und in Süditalien als Sagnette oder Pizzelle bezeichnet. In der Emilia-Romagna sind sie auch als Sbroffanès, die kleineren Varianten als Malfattini bekannt.